# Roseau River (Dominica)
Der Roseau River (auch: Queen’s River) ist ein Fluss an der Westküste von Dominica im Parish Saint George.

## Geographie
Der Roseau entspringt mit mehreren Quellbächen am Südhang des Morne Macaque im Nationalpark Morne Trois Pitons. Zunächst fließt der Bach durch die Titou Gorge. Diese Klamm ist ca. 100 m lang. Der Bach hat sich hier durch das dunkle Vulkangestein gefressen und am oberen Ende der Klamm münden die Titou Gorge Falls, die nur schwimmend durch die Klamm zu erreichen sind.
Der Fluss verläuft nach Westen und bildet etwa einen Kilometer weiter unterhalb die Trafalgar Falls (bei Papillote). Dann fließt er mit dem Trois Pitons River zusammen, der aus dem Nordwesthang des Morne Watt entspringt und somit an das Einzugsgebiet des Rivière Blanche grenzt.
Bei Trafalgar wendet sich der Roseau River erstmals nach Süden und fließt durch das Harlington Estate. Aus Wotten Waven erhält er Zufluss von Osten und links vom River Blanc, sowie von einer schwefelhaltigen Quelle Wotten Waven. Dann tritt der Fluss schon in die Niederungen ein, während ihn noch die Ausläufer der zentralen Vulkankette begleiten. In kurvenreichem Verlauf windet sich der Fluss nach Westen und Süden. Bei Shawford Estate erhält er Zufluss von der La Riviere Padu und weiteren Bächen, die im Gebiet von Golgotha entspringen. Nach Fond Cani beginnt bereits der Unterlauf, der bei Bellevue Rawle Estate zum Goodwill Reservoir aufgestaut ist. Dort mündet auch von links und Südosten der River Claire und der Fluss tritt in das Siedlungsgebiet von Roseau-Pottesville ein. Bei Emsal Estate mündet von links und Süden der River Douce, der auch als Roseau Reservoir ausgebaut ist.
Weiter windet sich der Fluss durch die Wohngebiete von Roseau, vorbei am Windsor Park und mündet dann im Zentrum von Roseau in das Karibische Meer.